# Beatriz Arnut

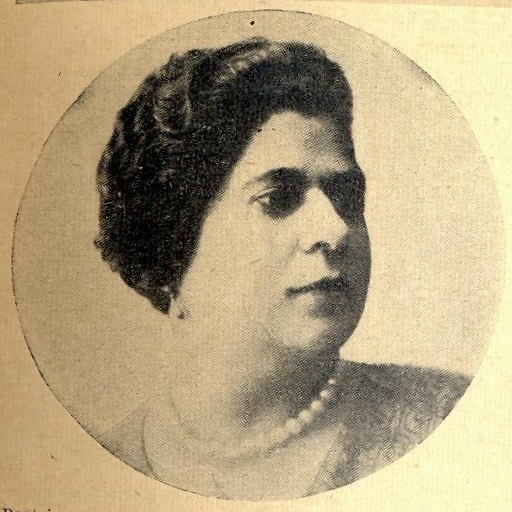
Beatriz Arnut (Abbildung aus Ilustração Portuguesa, ca. 1930)

Beatriz de Jesus Arnut Baptista, bekannt kurz als Beatriz Arnut (* 10. Januar 1892 in Chacim, Macedo de Cavaleiros; † 7. Februar 1958 in Pena, Lissabon), war eine portugiesische Schriftstellerin, Dichterin, Beamtin und Frauenrechtlerin. Sie spielte auch eine wichtige Rolle in der portugiesischen Gesellschaft als Vermittlerin zwischen der portugiesischen und der italienischen Kultur.

## Leben
Arnut war die Tochter von D. Cândida Amália Arnut, einer Nachfahrin von José Maria Arnaud, ursprünglich Giuseppe Maria Arnaud, einem wohlhabenden und einflussreichen italienischen Industriellen, der sich im 18. Jahrhundert mit seiner Familie aus dem Piemont nach Chacim absetzte und dort das Real Filatório de Chacim leitete.
Als Erwachsene zog sie nach Lissabon und ließ sich in der Gemeinde São Sebastião da Pedreira nieder. Sie war leitende Beamtin in den Archiven des Landwirtschaftsministeriums und wechselte später in die technischen Dienste der Biblioteca Nacional de Portugal. Während ihrer beruflichen Karriere erhielt sie mehrfach offizielle Belobigungen. Sie war Sekretärin der Grande Comissão de Homenagem („Große Kommission zur Ehrung“) für den Journalisten und Schriftsteller José Valentim Fialho de Almeida (1926) unter dem Vorsitz des Ministers für öffentliche Bildung, Alfredo de Magalhães, und war Präsidentin der Frauenkommission des Cruzada Nacional D. Nuno Álvares Pereira, einer konservativen politischen Bewegung, in der sich monarchistische und republikanische Mitglieder der damaligen Gesellschaft auf der Suche nach Lösungen für die Probleme der Ersten Portugiesischen Republik zusammengeschlossen hatten.
Arnut sprach fließend Italienisch und wurde in den 1930er Jahren Mitglied der Associazione di Cultura Leteraria e Scientifica in Genua, die sie mit dem Abzeichen der Vereinigung ehrte.
In den 1930er Jahren, schloss sich Arnut aus Enttäuschung über das instabile Klima der Ersten Portugiesischen Republik und die Errichtung des Estado Novo im Jahr 1933 auf Einladung von Sara Beirão dem Conselho Nacional das Mulheres Portuguesas an, einer rein weiblichen Vereinigung unter der Leitung von Adelaide Cabete, Sie setzte sich für die Gleichstellung der Geschlechter in allen Rechtsbereichen ein, die die Rolle der Frau in der portugiesischen Gesellschaft bestimmten, und forderte mit Petitionen, Kampagnen und veröffentlichten Artikeln das Wahlrecht, das Recht auf Eigentum, das Recht auf Vormundschaft oder elterliche Sorge, das Recht auf Bildung und die Ausübung aller Berufe, neben anderen Gesetzen, die Frauen damals die gleichen Rechte wie männlichen Bürgern verweigerten. Arnut blieb dem Conselho Nacional bis zur erzwungenen Schließung durch den Estado Novo im Jahr 1947 treu und bekleidete verschiedene Ämter, von der Sekretärin (1933–1934, 1938–1942) und der Sektion für Kunst bis zur Präsidentin der Sektion für Frieden (1937) und der Sektion für Moral (1938), wobei sie mit den Aktivistinnen Adelaide de Carvalho, Branca de Gonta Colaço, Maria Alice Lamy, Isabel Cohen von Bonhorst, Angélica Porto, Eduarda Lapa, Maria Lamas und Abigail de Paiva Cruz zusammenarbeitete.
In den 1950er Jahren rief Arnut in ihrer Heimatstadt Trás-os-Montes den Prémio Trás-os-Montes ins Leben, mit dem Universitätsstudentinnen aus der Region für vorbildliche Lebensführung und akademische Leistungen geehrt und mit einem Stipendium ausgezeichnet wurden.
Neben ihrer literarischen Arbeit arbeitete sie an einer Reihe von Zeitschriften und Magazinen mit, wie Diário de Notícias, Diário de Lisboa, Revista Municipal da Câmara de Lisboa, Correio da Noite, Voz Pública, Ecos da Avenida, Jornal do Domingo, Vida, Modas & Bordados, Comérciodo Porto, Jornal de Moura, América Portuguesa oder Revista Feminina.
Sie starb 1958 im Alter von 66 Jahren an Herzversagen im Krankenhaus Santo António dos Capuchos in Lissabon, unverheiratet und kinderlos. Sie ist auf dem Cemitério do Alto de São João begraben.

## Veröffentlichungen (Auswahl)
- Máguas da Moridade (Lyrik, 1918)
- Saudade, trovas (Lieder, 1924)
- Sorrisos Cor de Rosa (Gedichte für Kinder, 1925)
- Orações à Virgem e a Nun'Alvare (1929)
- Altar da Lu (Sonette, 1929)
- Chorand (Lyrik, 1930)
- O Meu Sonho de Agora (Erzählungen, 1936)
- Cantando Sempre (Traditionelle Volkslieder, 1939)